# Честер Дьюї
Честер Дьюї (англ. Chester Dewey, 25 жовтня 1784 — 15 грудня 1867) — американський ботанік, викладач математики, фізики, хімії, геології та ботаніки, педагог та міністр.

## Біографія
Честер Дьюї народився 25 жовтня 1784року.
Дьюї навчався у Вільямс-коледж в штаті Массачусетс, який він закінчив у 1806 році. У 1810 році Честер Дьюї став професором, викладав математику, фізику, хімію, геологію та ботаніку.
Честер Дьюї помер у Нью-Йорку 15 грудня 1867 року.

## Наукова діяльність
Честер Дьюї спеціалізувався на насіннєвих рослинах.

## Окремі публікації
- Families and Natural Orders of Plants.
- History of the Herbaceous Plants of Massachusetts.
- The True Place of Man in Zoology.
- An Examination of some Reasoning's against the Unity of Mankind.